# Казимир (город)
Кази́мир (бел. Казі́мір) — город (1643—1655) в Бобруйском старостве Речицкого повета Минского воеводства Великого княжества Литовского, Речь Посполитая.

## Основные сведения
Как свидетельствует документ — т. н. привилей королевы польской и великой княгини литовской Цецилии Ренаты Габсбург — Казимир был образован из поселения Слобода в Бобруйском старостве и со времени образования имел магдебургское право.
Привилей обнаружил и опубликовал доктор исторических наук С. Е. Рассадин (Минск). По его выводам, город размещался на месте современной деревни Королёва Слобода-2 Красновского сельсовета Светлогорского района Гомельской области Белоруссии.
Разрушен во время Русско-польской войны 1654—1667 годов. Археологические раскопки с 2006.